# Villeneuve-sur-Vère
Villeneuve-sur-Vère är en kommun i departementet Tarn i regionen Occitanien i södra Frankrike. Kommunen ligger i kantonen Albi-Nord-Ouest som tillhör arrondissementet Albi. År 2022 hade Villeneuve-sur-Vère 533 invånare.

## Befolkningsutveckling
Antalet invånare i kommunen Villeneuve-sur-Vère
| Referens: INSEE |